# Łukasz Rutkowski
Pour les articles homonymes, voir Rutkowski.
Lukasz Rutkowski (né le 22 janvier 1988 à Zakopane) est un sauteur à ski polonais.

## Palmarès

### Jeux olympiques
| Épreuve / Édition | Vancouver 2010 |
| Par équipes       | 6e             |

### Championnats du monde
| Épreuve / Édition | Liberec 2009 |
| Petit Tremplin    | 36e          |
| Grand Tremplin    | 39e          |
| Par équipes       | 4e           |

### Championnats du monde de vol à ski
| Épreuve / Édition | Planica 2010 |
| Individuel        | 33e          |
| Par équipes       | 4e           |

### Championnats du monde junior
| Épreuve / Édition | Kranj 2006 | Tarvisio 2007 | Zakopane 2008 |
| Individuel        | 4e         | 31e           | 4e            |
| Par équipes       | 7e         | 6e            | Bronze        |

### Coupe du monde
- Meilleur classement final: 41e en 2010.
- Meilleur résultat: 13e.
- 1 podium par équipe en 2009.